# Kníže ze San Donato

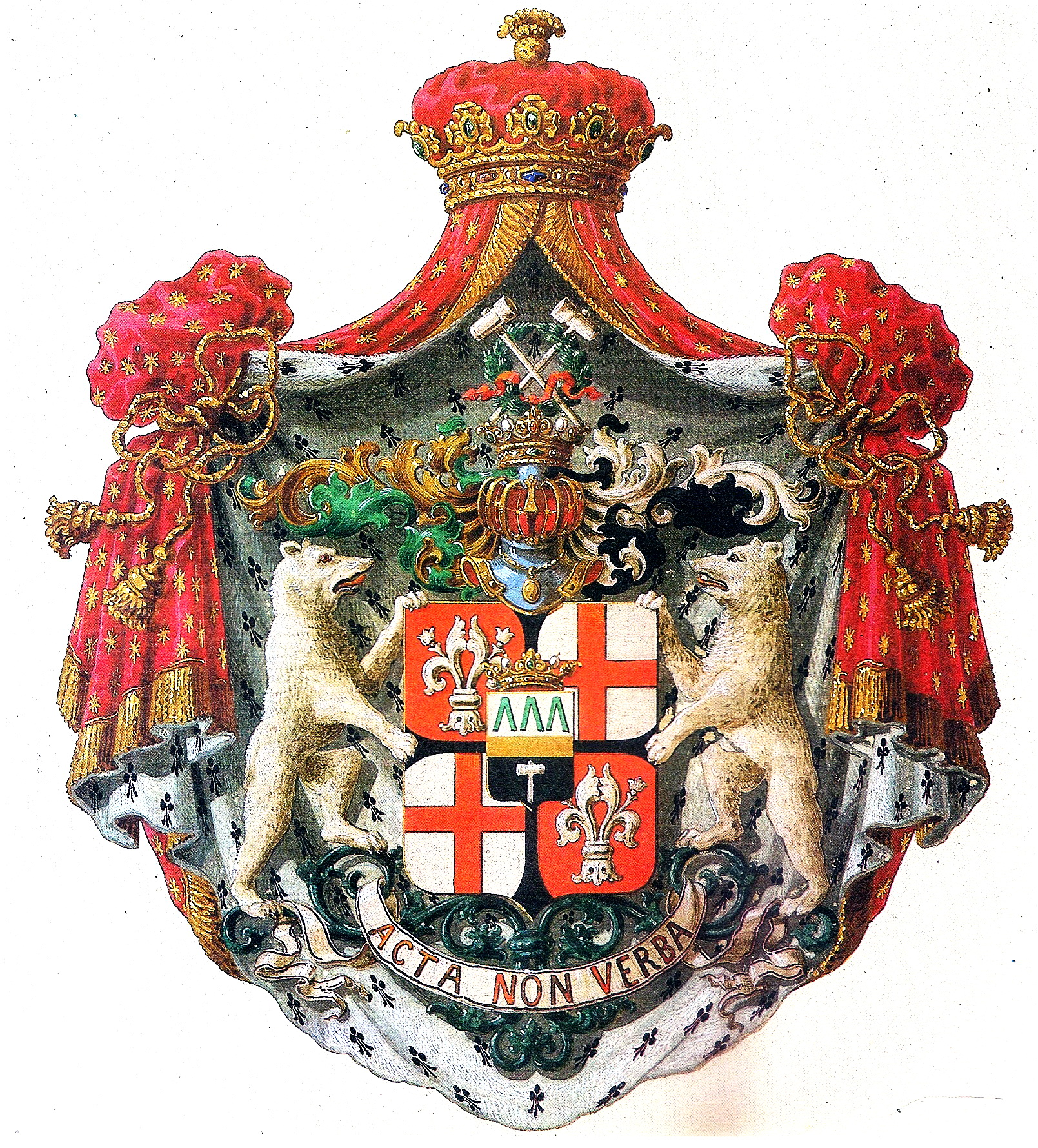
Erb knížat ze San Donato

Kníže ze San Donato byl titul vytvořený roku 1840 velkovévodou Leopoldem II. Toskánským pro italofila Anatolije Demidova, aby si mohl vzít za manželku Matyldu Bonaparte a ona kvůli sňatku neztratila titul princezny.
Titul nebyl v Rusku nikdy uznán. Byl pojmenován po Villa San Donato.

## Knížata ze San Donato
- Anatolij Nikolajevič Demidov (1813-1870), zemřel bez potomků
- Pavel Pavlovič Demidov (1839-1885), synovec Anatolije
- Elim Pavlovič Demidov (1868-1943), syn Pavla
- Anatolij Pavlovič Demidov (1874-1943), syn Pavla